# NGC 3705
NGC 3705是一个位于狮子座的棒旋星系，1784年1月18日由威廉·赫歇爾发现。

## 画廊

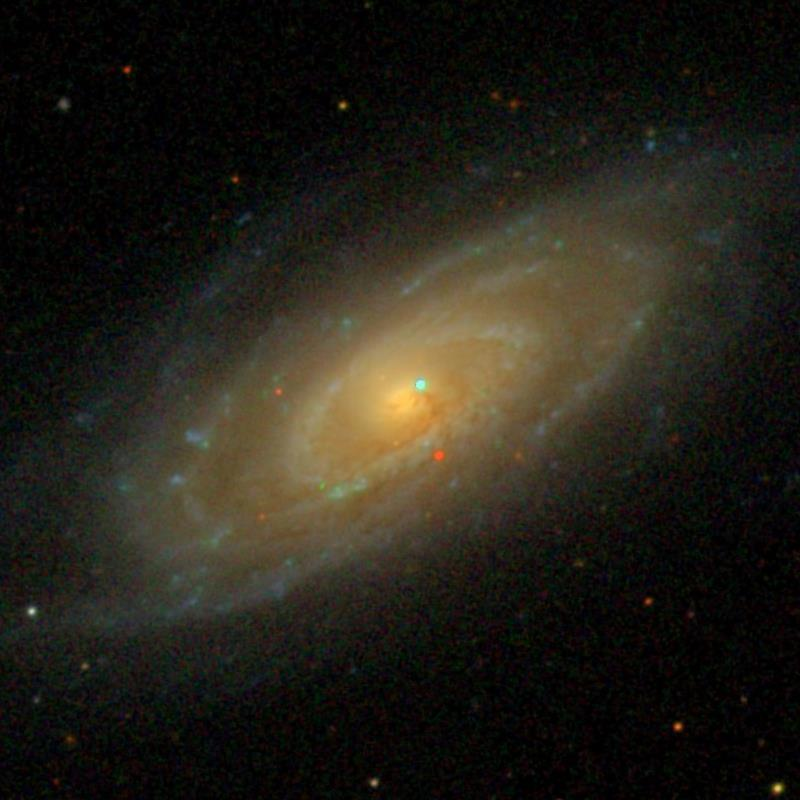
NGC 3705 (SDSS DR14)